# Jelena Prokina
Jelena Prokina (russisch Елена Прокина, engl. Transliteration Elena Prokina, wiss. Transliteration Elena Prokina; * 16. Januar 1964 in Odessa) ist eine russische Opernsängerin (Sopran).

## Leben und Werk
Jelena Prokina wurde 1964 in Odessa geboren und erhielt schon mit 13 Jahren Schauspiel- und Gesangsunterricht. Sie studierte zunächst im Chor und am Musical- und Komödientheater in Odessa. Anschließend studierte sie an der Theater-, Kino- und Musikakademie und an der Internationalen Rimski-Korsakow-Akademie in Sankt-Petersburg bei Tatiana Lavrova und Kira Isotova. Als Doktorandin trat Prokina der Mariinsky Oper in Sankt Petersburg bei. Hier verkörperte sie zahlreiche Hauptrollen des Musiktheaters wie die Violetta in La traviata, die Desdemona in Otello, die Tatjana in Eugen Onegin, Natascha in Krieg und Frieden, Marguerite in Faust und Pauline in Der Spieler. 1992 verließ sie dieses Opernhaus.
1991 gewann sie beim Internationalen Gesangswettbewerb „Maria Caniglia“ in Sulmona, Italien den ersten Preis. Sie wurde für die Rolle der Natascha Rostowa in Sergei Prokofjews Krieg und Frieden für den Grammy Classical Award nominiert. Sie erhielt für folgende zwei Rollen den „Evening Standard Classical Music und Opera Award“ für herausragende Opernaufführungen: die Titelrolle in Káťa Kabanová am Royal Opera House in Covent Garden 1993 und Tatjana in Eugen Onegin beim Glyndebourne Opera Festival 1994.
Prokina wirkte unter anderem bei den Festivals von Edinburgh, Glyndebourne und Bregenz sowie in Buenos Aires, London, Lissabon, Monte Carlo, Los Angeles mit. Sie war in Produktionen von John Cox, Temur Chkeidze, Harry Kupfer, Trevor Nunn und Graham Vick zu Gast. Sie sang unter der musikalischen Leitung von Vladimir Ashkenazy, James Conlon, Edward Downes, Lawrence Foster, Bernard Haitink, Mariss Jansons, Mstislaw Rostropowitsch und Gennadi Roschdestwenski. Ab 1995 spielte sie unter anderem an den Opernhäusern von Los Angeles (1995 zusammen mit Placido Domingo im Stiffelio), von Sydney und von Zürich (hier als kurzfristiges Einspringen in Ruth Berghaus’ Zürcher Otello-Produktion und als Amelia in Simon Boccanegra von Verdi). Seit 2015 ist Prokina Dozentin für Gesang an der Internationalen Musikakademie Anton Rubinstein in Düsseldorf.
Prokinas besonderes Interesse gilt der Verkörperung vielschichtiger, starker Frauengestalten vom Belcanto bis zur Moderne, darunter Lina (im Stiffelio von Verdi), Káťa Kabanová (von Leoš Janáček), Donna Anna (Don Giovanni von Mozart), Fewronia (Die Legende von der unsichtbaren Stadt Kitesch und von der Jungfrau Fewronija von Rimski-Korsakow).